# 路易十二
路易十二（法語：Louis XII，1462年6月27日—1515年1月1日）法国瓦卢瓦王朝国王（1498年—1515年在位），人稱人民之父（le Père du Peuple）。他属于该王朝的奥尔良支系。即位前的封号是奥尔良公爵（称路易二世，1465年起），瓦卢瓦公爵（也稱路易二世），那不勒斯國王（路易吉三世）。

## 家世
路易十二是奥尔良公爵查理一世和克莱沃的玛丽的儿子，生于布卢瓦。他的父亲是法国国王查理六世的侄子，也是法国最伟大的宫廷诗人之一。1465年父亲去世后，路易继承了奥尔良公爵的封号。1480年代他因為野心勃勃，意圖獲得法國攝政權，曾經被當時的攝政法兰西的安妮關入鐵籠中。

## 婚姻
1476年，奥尔良公爵路易与他的堂侄女法兰西的让娜订婚，后者是路易的堂兄法王路易十一之女。让娜很虔诚但却是个残废。1498年当法国国王查理八世无嗣而终后，这个婚约被取消了，路易与查理八世的遗孀布列塔尼的安妮结婚并得以继承王位。安妮是布列塔尼公爵弗朗索瓦一世的唯一继承人，路易十二与她的政治婚姻确保了布列塔尼和勃艮第两公国留在法国版图之内。在布列塔尼的安妮去世后，路易十二最后娶了英格兰国王亨利八世的妹妹玛丽·都铎。

## 意大利战争

Litterae super abrogatione pragmatice sanctionis, 1512

路易十二全面继承了查理八世征服意大利的计划，他想达到的目标甚至比查理八世还要远大。意大利战争在他统治时期变成了许多大国卷入的欧洲战争，并在此后的近半个世纪令法国无法自拔。
1499年在企图独霸意大利的威尼斯邀请之下，路易十二率大军进入意大利，进攻威尼斯在伦巴第地区发展势力的最大障碍米兰。他成功地征服了米兰，把米兰的统治者盧多維科·斯福爾扎一舉趕跑。1500年，路易十二与亞拉岡国王斐迪南二世签订密约（1500年格拉纳达条约），瓜分那不勒斯，并取得那不勒斯王位；但斐迪南二世最终打乱了他的计划。1502年路易十二与斐迪南二世发生冲突，随之1503年法军在加利良诺大败。到1504年，法国在那不勒斯的佔地與影响都被西班牙給排挤出去，形成西、法二國分據南北的強國（法佔米蘭、西佔那不勒斯）的局面，但因為佛羅倫斯共和國自1494年後持續親法，因此法軍在義大利的影響力優於西班牙。1511年，教宗儒略二世为免意大利落入法国之手，联合各城市及西班牙拼凑成反对法国的“神圣联盟”。1512年路易十二在拉韦纳战役中打败了联盟的军队，但随后因為斯福爾扎家族意圖奪回米蘭，法軍于1513年再次进攻米兰时，被瑞士雇佣军击败（诺凡拉战役）。这次战役以后，路易十二几乎彻底退出了对意大利的争夺。

## 王位繼承
路易十二力圖成為一位人民的好國王。他對此作出諸多努力，如改革司法系统和減輕稅賦，頒布嚴厲的法令來打擊軍人之不法。這些舉動使他得到了“人民之父”的稱譽（1506年由全國三級會議頒給他的頭銜）。路易十二於1515年1月1日去世，被安葬在聖但尼修道院。由於法國的王位繼承嚴格遵照薩利克繼承法排斥女性的原則，路易十二的王冠傳给了他的堂侄兼女婿昂古萊姆的弗朗索瓦（即弗朗索瓦一世）。
路易十二的人格單純真摯，他是仁慈平和、節儉、父權性格的君王。他的統治促成經濟蓬勃成長，開始16世紀上半長期且全面的經濟上升與人口成長，這些都讓稅收大增的法國很容易就能負擔路易十二在義大利戰爭的龐大支出，也讓繼任的法蘭西斯一世能夠奢華地鋪張浪費、強化王權及文化建設。

## 子女
1. 克洛德（1499年—1524年），法國王后，弗朗索瓦一世的妻子
2. 芮內（1510年—1574年），費拉拉公爵夫人